# Майдан-Тучемпський
Майдан-Тучемпський (пол. Majdan Tuczępski) — село в Польщі, у гміні Грабовець Замойського повіту Люблінського воєводства.
Населення — 181 особа (2011).
У 1975-1998 роках село належало до Замойського воєводства.

## Демографія
Демографічна структура станом на 31 березня 2011 року:
|          | Загалом | Допрацездатний вік | Працездатний вік | Постпрацездатний вік |
| -------- | ------- | ------------------ | ---------------- | -------------------- |
| Чоловіки | 91      | 13                 | 64               | 14                   |
| Жінки    | 90      | 19                 | 40               | 31                   |
| Разом    | 181     | 32                 | 104              | 45                   |